# Kiss József (lelkész, 1807–1861)
Kiss József (Garamkissalló, 1809. Június 04. (keresztelés) – Nagyigmánd, 1861. november 16.) református lelkész, Kiss Ádám református lelkész-író öccse.

## Élete
ns. Kiss György prédikátor és ns. Szalay Zsuzsanna fia. Tanulását Pápán kezdte és Gyönkön folytatta, ahol akkortájt bátyja, Antal tanár volt. Innen 1825-ben Pápára ment vissza és a hittanszakot elvégezve, 1835-ben a szintaxisták tanítója lett. 1836-ban Ácsra ment akadémiai rektornak. 1838-ban Dadon, Ádám bátyja helyett segédkezett, aki ekkor már elhunyt. 1839-ben Tárkány, 1850-ben pedig Nagyigmánd (Komárom megye) választotta lelkészének. Itt hunyt el 1861-ben agybántalmakban.

## Munkája
- Egyházi beszédek. Prot. keresztyének számára. Komárom, 1857